# Апаярви (озеро)
Апаярви — озеро на территории сельского поселения Алакуртти Кандалакшского района Мурманской области.

## Общие сведения
Площадь озера — 3 км², площадь водосборного бассейна — 89,7 км². Располагается на высоте 207,3< метров над уровнем моря.
Форма озера продолговатая: вытянуто с северо-запада на юго-восток. Берега возвышенные, в основном скалистые.
Через озеро протекает река Куолайоки, которая, протекая выше через озеро Куолаярви, в итоге впадает в реку Тенниёйоки, воды которой, протекая по территории Финляндии, в итоге попадают в Ботнический залив.
В обеих оконечностях озера расположены три безымянных острова различной площади.
С севера к озера подходит просёлочная дорога.
Код объекта в государственном водном реестре — 02020020011102000009402.